# Chazz Young
Chazz Young, född 8 november 1932, är en amerikansk koreograf, swing- och steppdansare samt skådespelare

## Danskarriär
Chazz Young började dansa i tidig ålder och 1949, då han gått ut skolan, gick han med i dans- och showgruppen "Norma Miller Dancers" och ett tag senare "Norma Miller and Her Jazzmen". Dessa dansgrupper turnerande under flera år över stora delar av världen med dansshower inkluderande lindy hop, Solo Jazz, stepp etc.